# David O'Leary
David Anthony O'Leary (Stoke Newington, Inglaterra, 2 de mayo de 1958) es un exfutbolista irlandés. Jugaba como defensa y ha trabajado como entrenador de Leeds United, Aston Villa y Al-Ahli FC. Es el futbolista con más partidos disputados (722) en la historia del Arsenal FC.
Su etapa más exitosa como entrenador fue en Leeds United, alcanzando las semifinales de la UEFA Champions League 2000-01, donde el equipo perdió con el Valencia CF.  Dirigió al equipo en cuatro temporadas, finalizando tercero en la Premier League 1999-2000 y nunca terminó una temporada debajo del 5.º puesto. Ganó tres veces el premio de Mejor Entrenador del Mes (Manager of the Month), en marzo de 1999, marzo de 2001 y abril de 2001.
Fue internacional con la selección de Irlanda, participando en el Mundial de 1990. Solo jugó el encuentro de octavos de final ante Rumania en el que anotó el penalti que clasificó a su selección a los cuartos de final.

## Clubes

### Como jugador
| Club               | País       | Año       |
| ------------------ | ---------- | --------- |
| Arsenal F. C.      | Inglaterra | 1975-1993 |
| Leeds United F. C. | Inglaterra | 1993-1995 |

### Como entrenador
| Club               | País                   | Año       |
| ------------------ | ---------------------- | --------- |
| Leeds United F. C. | Inglaterra             | 1998-2002 |
| Aston Villa F. C.  | Inglaterra             | 2003-2006 |
| Al-Ahli F. C.      | Emiratos Árabes Unidos | 2010-2011 |

## Palmarés
Arsenal F. C.
- Football League First Division: 1988-89, 1990-91
- FA Cup: 1979, 1993
- Copa de la Liga de Inglaterra: 1987, 1993